# Lakewood Gardens
Lakewood Gardens es un lugar designado por el censo ubicado en el condado de Palm Beach en el estado estadounidense de Florida. En el Censo de 2010 tenía una población de 1273 habitantes y una densidad poblacional de 2586,88 personas por kilómetro cuadrado.

## Geografía
Lakewood Gardens se encuentra ubicado en las coordenadas 26°37′19″N 80°6′8″O / 26.62194, -80.10222. Según la Oficina del Censo de los Estados Unidos, Lakewood Gardens tiene una superficie total de 0.49 km², de la cual 0.49 km² corresponden a tierra firme y (0 %) 0 km² es agua.

## Demografía
Según el censo de 2010, había 1273 personas residiendo en Lakewood Gardens. La densidad de población era de 2586,88 hab./km². De los 1273 habitantes, Lakewood Gardens estaba compuesto por el 69.44 % de blancos, el 9.43 % de negros, el 0.55 % de amerindios, el 0.24 % de asiáticos, el 0.08 % de isleños del Pacífico, el 16.34 % de otras razas y el 3.93 % de dos o más razas. Del total de la población, el 62.29 % eran hispanos o latinos de cualquier raza.